# Cormery

Cormery este o comună în departamentul Indre-et-Loire, Franța. În 2009 avea o populație de 1655 de locuitori.